# 山口・男子高生傷害致死事件
山口・男子高生傷害致死事件（やまぐちだんしこうせいしょうがいちしじけん）とは、1996年2月に発生した山口県徳山市の私立高校の男子生徒に対する集団リンチ・傷害致死事件である。

## 事件の経緯
1996年（平成8年）2月5日深夜、山口県の徳山市の速玉公園で、同市の桜ヶ丘高校2年の男子生徒Aが倒れているところが発見された。Aは、救急車で搬送されたが、脳挫傷などですでに死亡していた。
翌6日、徳山署は同市内の暴走族の少年9人（16-18歳）をAの友人4人に対する傷害容疑で逮捕し、Aに対する傷害致死容疑も追及することとなった。同17日、暴走族の少年の母親Xが暴行に加わったとして、Aに対する傷害致死容疑とAの友人4人に対する強盗致傷容疑でXを逮捕した。同26日、同署は、先にAの友人に対する傷害容疑で逮捕していた9人のうち7人をAに対する傷害致死容疑で再逮捕し、残る2人を山口家庭裁判所に書類送検した。
報道によると、Xらが、仲間からAが自分の暴走族の悪口を言っていたと聞いて腹を立て、集団で暴行することを計画。Aを、2月5日21時半頃、自宅の県営住宅の⼀室に呼び出し、暴走族グループ14人が殴り始めた。Xは、「タイマン張りいよ」と隣の部屋から煽ったという。その後、Aが意識を失うと、Xは「ここから運ぶと警察にばれて息子が捕まる」として、公園で倒れているAを見つけたことにするよう指示した。翌6日午前0時頃、Xらは、Aの友人4人も呼び出して集団で暴行し、バイク2台と現金を奪った。
西日本新聞によると、「長男が中学3年のころ『暴走族に入りたい』と言った時、暴走族のOBに掛け合ったのも母親。自宅をたまり場として使わせ、シンナーやたばこを黙認し、飲酒を勧め、事件の一カ月前に長男はグループの親衛隊長に“昇格”していた」という。AERAによると、Xの住む県営住宅では、昼夜を問わず少年少女が出入りし、バイクの轟音や壁への落書きがあったため、住人が弁護士を立ててXの立ち退きを求める運動を起こそうとしていた矢先に起こった事件だったという。
Xには、Aに対する傷害致死ほう助とAの友人に対する強盗致傷で懲役7年の判決が下った。